# Gro Marit Istad Kristiansen
Gro Marit Istad Kristiansen (Voss, 1978. február 9. –) norvég sílövő. 1987-óta foglalkozik a sílövészettel. A felnőttek mezőnyében 1997-ben mutatkozott be, a világkupában.
Világbajnokságon 1999-ben indult először. Két alkalommal állhatott világbajnoki dobogón, mindkétszer első helyet szerzett, 2004-ben a norvég váltóval, 2005-ben pedig a tömegrajtos indítású versenyen.
Három olimpián vett részt, érmet nem tudott nyerni. Utoljára a 2010-es kanadai olimpián állhatott rajthoz, itt sprintben a hatvanhatodik helyen zárt.

## Eredményei

### Olimpia
| Év   | Világbajnokság | Versenyszám | Versenyszám | Versenyszám   | Versenyszám | Versenyszám | Versenyszám |
| Év   | Világbajnokság | Egyéni      | Sprint      | Üldözőverseny | Tömegrajtos | Váltó       |             |
| ---- | -------------- | ----------- | ----------- | ------------- | ----------- | ----------- | ----------- |
| 2002 | Salt Lake City | ----        | 53          | 40            | ----        | ----        |             |
| 2006 | Torino         | ----        | 40          | 40            | ----        | ----        |             |
| 2010 | Vancouver      | ----        | 66          | ----          | ----        | ----        |             |

### Világbajnokság
| Év   | Világbajnokság     | Versenyszám | Versenyszám | Versenyszám   | Versenyszám | Versenyszám | Versenyszám  | Versenyszám |
| Év   | Világbajnokság     | Egyéni      | Sprint      | Üldözőverseny | Tömegrajtos | Váltó       | Vegyes váltó |             |
| ---- | ------------------ | ----------- | ----------- | ------------- | ----------- | ----------- | ------------ | ----------- |
| 1999 | Kontiolahti        | ----        | 23          | 26            | ----        | 4           | ----         |             |
| 1999 | Oslo, Holmenkollen | 13          | ----        | ----          | 17          | ----        | ----         |             |
| 2000 | Oslo, Holmenkollen | 22          | 15          | 39            | 25          | 5           | ----         |             |
| 2001 | Pokljuka           | ----        | 16          | 46            | ----        | 4           | ----         |             |
| 2003 | Hanti-Manszijszk   | 46          | 33          | 49            | ----        | 8           | ----         |             |
| 2004 | Oberhof            | 23          | 16          | 7             | 5           | 1           | ----         |             |
| 2005 | Hochfilzen         | 26          | 25          | 10            | 1           | 5           | ----         |             |

### Világkupa
| Idény   | Összesített eredmény Helyezés (Pontszám) | Összesített eredmény Helyezés (Pontszám) | Összesített eredmény Helyezés (Pontszám) | Összesített eredmény Helyezés (Pontszám) | Összesített eredmény Helyezés (Pontszám) |
| Idény   | Összetett                                | Egyéni                                   | Sprint                                   | Üldözőverseny                            | Tömegrajtos                              |
| ------- | ---------------------------------------- | ---------------------------------------- | ---------------------------------------- | ---------------------------------------- | ---------------------------------------- |
| 1998/99 | 12 (217)                                 | 30 (13)                                  | 12 (83)                                  | 12 (90)                                  | 6 (22)                                   |
| 1999/00 | 24 (161)                                 | 50 (4)                                   | 10 (96)                                  | 25 (40)                                  | 26 (21)                                  |
| 2000/01 | 24 (235)                                 | 0                                        | 20 (113)                                 | 19 (79)                                  | 24 (43)                                  |
| 2001/02 | 177 (9)                                  | 0                                        | 129 (9)                                  | 0                                        | 0                                        |
| 2002/03 | 54 (22)                                  | 0                                        | 46 (19)                                  | 56 (3)                                   | 0                                        |
| 2003/04 | 27 (224)                                 | 25 (21)                                  | 27 (73)                                  | 30 (63)                                  | 14 (67)                                  |
| 2004/05 | 13 (454)                                 | 35 (23)                                  | 10 (185)                                 | 13 (153)                                 | 6 (93)                                   |
| 2005/06 | 72 (8)                                   | (0)                                      | 75 (1)                                   | 56 (7)                                   | 0                                        |
| 2009/10 | 88 (13)                                  | 0                                        | 75 (13)                                  | 0                                        | 0                                        |

| 1998/99    | Lake Placid Váltó                                                                                      | | Ruhpolding Sprint                                                                                     |
| 1999/00    | Hochfilzen Váltó Breznóbánya/Pokljuka Sprint                                                           | | |
| 2000/01    | Hochfilzen Váltó Pokljuka/Antholz-Anterselva Sprint Ruhpolding Váltó Antholz-Anterselva Váltó          | | |
| 2001/02    | | Pokljuka Váltó Antholz-Anterselva Váltó                                                               | |
| 2002/03    | | Östersund Váltó                                                                                       | Ruhpolding Váltó                                                                                      |
| 2003/04    | Oberhof Váltó (VB)                                                                                     | Hochfilzen Sprint                                                                                     | |
| 2004/05    | Hochfilzen Tömegrajtos (VB)                                                                            | | Ruhpolding Váltó Pokljuka Sprint                                                                      |
| 2005/06    | Östersund Váltó Hochfilzen Váltó                                                                       | | |
| Összesítés | Egyéni: 0 Sprint: 2 Üldözőverseny: 0 Tömegrajtos: 1 Váltó: 8 Vegyes váltó: 0 ------------ Összesen: 11 | Egyéni: 0 Sprint: 1 Üldözőverseny: 0 Tömegrajtos: 0 Váltó: 3 Vegyes váltó: 0 ------------ Összesen: 4 | Egyéni: 0 Sprint: 2 Üldözőverseny: 0 Tömegrajtos: 0 Váltó: 2 Vegyes váltó: 0 ------------ Összesen: 4 |

- O - Olimpia és egyben világkupa forduló is.
- VB - Világbajnokság és egyben világkupa forduló is.